# Argulus africanus
Argulus africanus is een visluizensoort uit de familie van de Argulidae. De wetenschappelijke naam van de soort is voor het eerst geldig gepubliceerd in 1900 door Thiele.